# Saccostrea scyphophilla
Saccostrea scyphophilla is een tweekleppigensoort uit de familie van de Ostreidae. De wetenschappelijke naam van de soort is voor het eerst geldig gepubliceerd in 1807 door Peron & Lesueur.